# 2020년 하계 올림픽 쿠바 선수단
2020년 하계 올림픽 쿠바 선수단은 2021년 일본 도쿄에서 열린 2020년 하계 올림픽에 참가한 올림픽 쿠바 선수단이다.
쿠바는 2020년 도쿄 하계 올림픽에 출전했다. 원래 2020년 7월 24일부터 8월 9일까지 열릴 예정이었던 올림픽은 코로나19 범유행으로 인해 2021년 7월 23일부터 8월 8일로 연기되었다. 쿠바 대표단은 1964년 이후로 가장 작은 규모(선수가 100명 미만인 최초)였으며, 공교롭게도 도쿄에서 그러했다. 이는 쿠바의 21번째 하계 올림픽 출전이었다. 쿠바는 리우 올림픽에서 5개와 11개의 메달을 획득한 데 이어 금메달 7개와 총 15개의 메달을 획득하여 2016년 결과보다 향상되었다.

## 출전 선수
| 종목    | 남자 | 여자 | 전체 |
| ------- | ---- | ---- | ---- |
| 육상    | 7    | 13   | 20   |
| 복싱    | 7    | 0    | 7    |
| 카누    | 2    | 2    | 4    |
| 사이클  | 0    | 1    | 1    |
| 체조    | 0    | 1    | 1    |
| 유도    | 3    | 3    | 6    |
| 근대5종 | 1    | 1    | 2    |
| 조정    | 0    | 1    | 1    |
| 사격    | 3    | 2    | 5    |
| 수영    | 1    | 1    | 2    |
| 탁구    | 1    | 1    | 2    |
| 태권도  | 1    | 0    | 1    |
| 배구    | 0    | 2    | 2    |
| 역도    | 1    | 3    | 4    |
| 레슬링  | 9    | 3    | 12   |
| 전체    | 36   | 34   | 70   |

## 같이 보기
- 올림픽 쿠바 선수단